# نادر هوشیار
نادر هوشیار (زاده ۱۶ بهمن ۱۳۶۸ - اردبیل) بازیکن فوتبال اهل ایران است.
وی سابقه عضویت در تیم‌های سایپا، راه‌آهن، پاس همدان، آلومینیوم اراک، نفت تهران و خوشه طلایی را در کارنامه دارد.